# シグナル伝達
生物学において、細胞シグナル伝達（さいぼうしぐなるでんたつ、英: cell signaling）は、細胞それ自身が他の細胞や環境と相互作用するプロセス（過程）である。原核生物や真核生物を含むすべての細胞生物で、細胞シグナル伝達は基本的な性質である。
シグナル伝達プロセスには一般に、シグナル、受容体、エフェクターの3つの要素が関与する。
生物学において、シグナルは主に化学的な特性を持つが、圧力、電位、温度、光などの物理的な特性もある。化学シグナルは特定の受容体と結合して活性化する能力を持つ分子である。これらの分子はリガンドとも呼ばれ、化学的に多様であり、イオン（たとえば Na+、K+、Ca2+）、脂質（たとえばステロイド、プロスタグランジン）、ペプチド（インシュリン、副腎皮質刺激ホルモン）、炭水化物、糖タンパク質（プロテオグリカン）、核酸などが含まれる。特にペプチドと脂質リガンドは重要で、ほとんどのホルモンはこれらの化学物質に属する。ペプチドは通常、極性で親水性の分子である。そのため細胞膜の脂質二重層を自由に通過することができず、その作用は細胞膜に結合した受容体によって媒介される。一方、ステロイドホルモンなどの脂溶性の化学物質は、細胞膜を通過して細胞内受容体と相互作用することができる。
細胞シグナル伝達は短距離あるいは長距離で起こり、さらにオートクリン（自己分泌）、イントラクリン（細胞内分泌）、ジャクスタクリン（接触分泌）、パラクリン（傍分泌）、またはエンドクリンに分類される。オートクリンシグナル伝達は、化学シグナルがそのシグナル伝達化学物質を産生したのと同じ細胞に作用するときに起こる。イントラクリンシグナル伝達は、細胞が生成した化学シグナルが同じ細胞の細胞質または細胞核にある受容体に作用するときに起こる。ジャクスタクリンシグナル伝達は、物理的に隣接する細胞間で起こる。パラクリンシグナル伝達は、近接する細胞間で起こる。エンドクリン相互作用はより離れた細胞間で起こり、通常は血液によって化学シグナルが運ばれる。
受容体は複雑なタンパク質または密に結合した多量体タンパク質であり、細胞膜の表面、あるいは細胞質、細胞小器官、細胞核などの細胞内部に存在する。受容体は、特定の化学物質に結合するか、物理的因子と相互作用する際に立体構造変化を起こすことで、シグナルを検出する能力を持っている。特定のリガンドと受容体の間の化学的相互作用の特異性によって、特定の細胞応答を引き起こす能力がもたらされる。受容体は細胞膜受容体と細胞内受容体に大別される。
細胞膜受容体はさらにイオンチャネル結合型受容体、Gタンパク質共役型受容体、酵素結合型受容体に分類される。
- イオンチャネル型受容体は、リガンド活性化ゲート機能を持つ大型の膜貫通型タンパク質である。これらの受容体が活性化されると、細胞膜を特定のイオンが横切って通過することを可能に、あるいは遮断する。圧力や温度などの物理的刺激によって活性化される受容体のほとんどがこの範疇（はんちゅう）に属する。

- Gタンパク質共役型受容体は、細胞膜内に埋め込まれた多量体タンパク質である。これらの受容体は3つのドメイン、すなわち細胞外ドメイン、膜貫通ドメイン、細胞内ドメインからなる。細胞外ドメインは、特定のリガンドとの相互作用を担う。細胞内ドメインは一連の化学反応の開始を担い、最終的に受容体によって制御される特定の細胞機能を引き起こす。

- 酵素結合受容体（英語版）は、特定のリガンドと結合する細胞外ドメインと、酵素活性または触媒活性を持つ細胞内ドメインを持つ膜貫通型タンパク質である。活性化されると、酵素部分が特定の細胞内化学反応を促進する役割を担う。

細胞内受容体は作用機序が異なる。これらは通常、細胞膜を非能動的に拡散するステロイドホルモンなどの脂溶性リガンドと結合する。これらのリガンドは、ホルモン輸送体複合体を核内へと輸送する特定の細胞質輸送体と結合し、核内で特定の遺伝子が活性化され、特定のタンパク質の合成が促進される。
シグナル伝達経路のエフェクター部は、シグナル伝達から始まる。このプロセスでは、シグナルが受容体と相互作用することで細胞内において一連の分子イベントが開始し、シグナル伝達プロセスの最終的な効果に至る。通常、最終的な効果はイオンチャネル（リガンド依存性イオンチャネル）の活性化、または細胞内にシグナルを伝達するセカンドメッセンジャー系カスケードの開始である。セカンドメッセンジャーは、シグナルを増幅あるいは調節することができ、少数の受容体の活性化により複数のセカンドメッセンジャーが活性化され、それによって最初のシグナル（ファーストメッセンジャー）が増幅される。これらのシグナル伝達経路の下流効果には、タンパク質分解、リン酸化、メチル化、ユビキチン化などの付加的な酵素活性が含まれることがある。
シグナル伝達分子はさまざまな生合成経路によって合成され、受動輸送または能動輸送によって、さらには細胞損傷によって放出される。
それぞれの細胞は特定の細胞外シグナル分子に反応するようにプログラムされており、これは発生、組織修復、免疫、恒常性の基礎となっている。シグナル伝達相互作用における誤りは、がん、自己免疫、糖尿病などの疾患を引き起こす可能性がある。

## 分類学的区分
細菌などの多くの小生物ではクオラムセンシングによって、個体数が十分に多くなったときにのみ個体が活動を始めることができる。この細胞間のシグナル伝達は、個体数が十分に多くなると発光する海洋細菌 Aliivibrio fischeri で初めて観察された。この機構はシグナル分子の生成と検出や、それに応答する遺伝子転写の制御に関わっている。クオラムセンシングはグラム陽性菌とグラム陰性菌の両方で、また種内だけでなく異なる種間でも作用する。
粘菌では、アクラシンという化学シグナルの影響の下で、個々の細胞が集合して子実体を形成し、最終的には胞子となる。個体は化学勾配に引き寄せられて移動する（走化性と呼ばれる）。シグナルとして環状アデノシン一リン酸（cAMP）を使用する種もあれば、Polysphondylium violaceum のように glorin というジペプチドを使用する種もある。
植物や動物では、細胞間のシグナル伝達は、細胞外空間への放出によるパラクリンシグナル（短距離）やエンドクリンシグナル（長距離）、あるいは直接接触によるジャクスタクリンシグナル（Notchシグナルなど）によって行われる。オートクリンシグナルはパラクリンシグナルの特殊な例であり、分泌細胞は分泌されたシグナル分子に反応する能力を有する。シナプスシグナル伝達は、ニューロンと標的細胞間のパラクリン伝達（化学シナプスの場合）またはジャクスタクリン伝達（電気シナプスの場合）の特殊な例である。

## 細胞外シグナル

### 産生と放出
多くの細胞シグナルの伝達は、ある細胞から放出されて別の細胞と接触するシグナル分子によって行われる。シグナル分子は脂質、リン脂質、アミノ酸、モノアミン、タンパク質、糖タンパク質、または気体などの化学的分類に属する。表面受容体に結合するシグナル分子は一般的に大型で親水性であるが（甲状腺刺激ホルモン放出ホルモン（TRH）、バソプレシン、アセチルコリンなど）、細胞内に侵入するものは一般的に小型で疎水性である（グルココルチコイド、甲状腺ホルモン、コレカルシフェロール、レチノイン酸など）。しかし、どちらにも重要な例外が数多くあり、同じ分子が表面受容体を介して、またはイントラクリン方式で異なる効果を発揮することもある。動物では特殊な細胞がこれらのホルモンを放出し、循環系を通じて他の部位に送られる。ホルモンはその後、標的細胞に到達し、その細胞はホルモンを認識して反応、効果を生み出す。これはエンドクリンシグナル伝達と呼ばれる。植物の成長調整物質すなわち植物ホルモンは、細胞内を移動したり、気体として空気中に拡散して標的に到達する。人体のいくつかの細胞で少量生産されている硫化水素は、多くの生物学的シグナル伝達機能を持つ。現在、人体でシグナル分子として作用することが知られているそのほかの気体には、一酸化窒素（生物学的な役割）と一酸化炭素の2つがある。

#### エキソサイトーシス
エキソサイトーシスは、細胞が神経伝達物質やタンパク質などの分子を細胞外に輸送するプロセスである。能動輸送機構であるエキソサイトーシスは、物質を輸送するためにエネルギーを必要とする。エキソサイトーシスおよびその対極にあるエンドサイトーシス（細胞内へ物質を取り込むプロセス）は、すべての細胞で行われている。その理由は、細胞にとって重要な化学物質のほとんどは大きな極性分子で、受動輸送では細胞膜の疎水性部分を通過できないためである。エキソサイトーシスは、大量の分子を放出するプロセスで、バルク輸送の一形態である。エキソサイトーシスはポロソームと呼ばれる細胞膜の分泌孔を介して行われる。ポロソームは細胞膜に恒常的に存在するカップ状のリポタンパク質構造で、分泌小胞が一時的にドッキング、融合し、小胞内の内容物を細胞外に放出する。
神経伝達の観点では、神経伝達物質は通常、エキソサイトーシスによってシナプス小胞からシナプス間隙に放出されるが、膜輸送タンパク質を介した逆輸送によっても放出される。

### 細胞シグナル伝達の形式

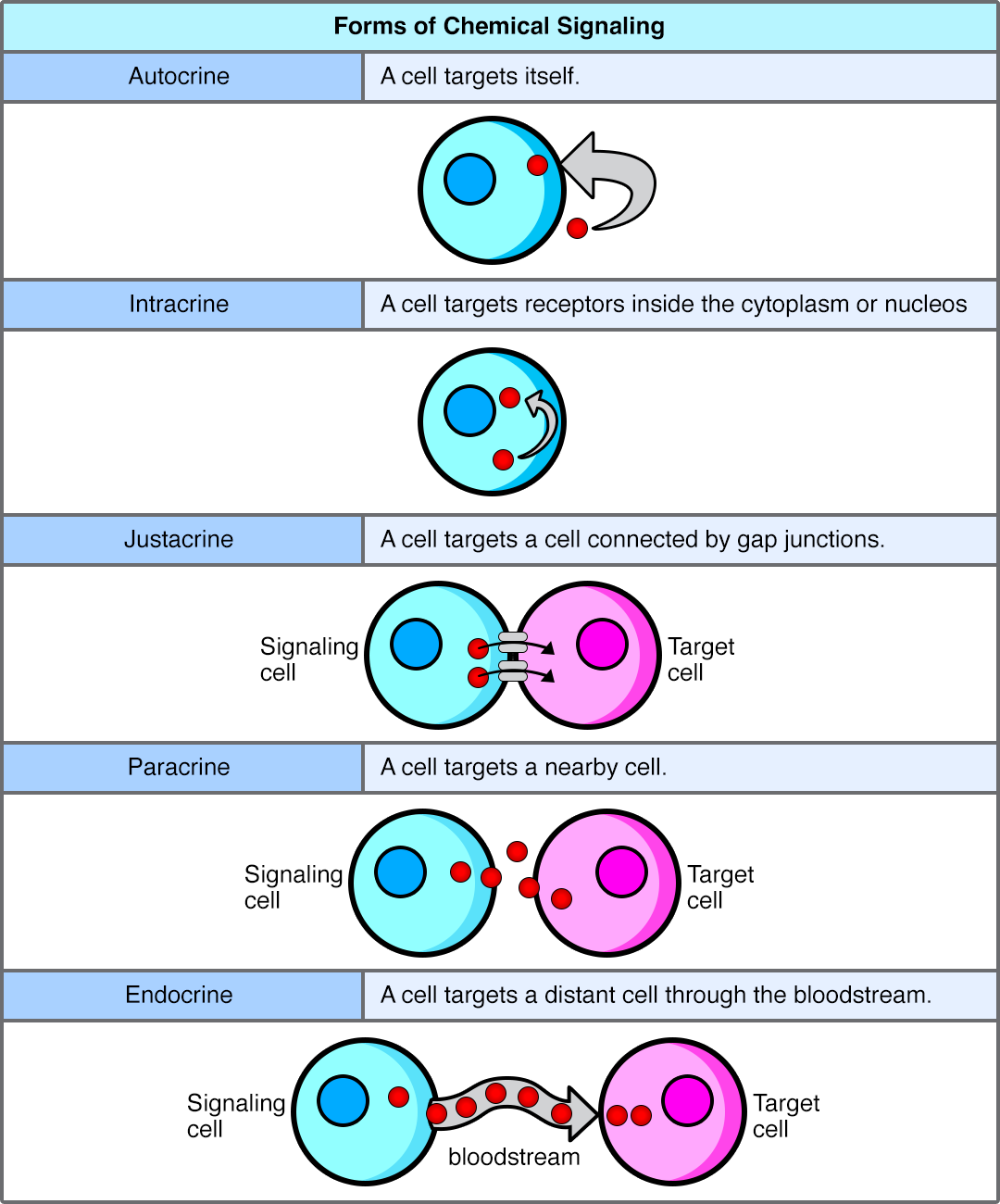
さまざまな細胞シグナル伝達の概略図。上からオートクリン、イントラクリン、ジャクスタクリン、パラクリン、エンドクリン。

#### オートクリン
オートクリンシグナル伝達では、ある細胞が分泌するホルモンや化学伝達物質（オートクリン因子と呼ばれる）が、同じ細胞上のオートクリン受容体に結合し、細胞自体に変化を引き起こす。これは、パラクリンシグナル伝達、イントラクリンシグナル伝達、伝統的なエンドクリンシグナル伝達とは対照的である。

#### イントラクリン

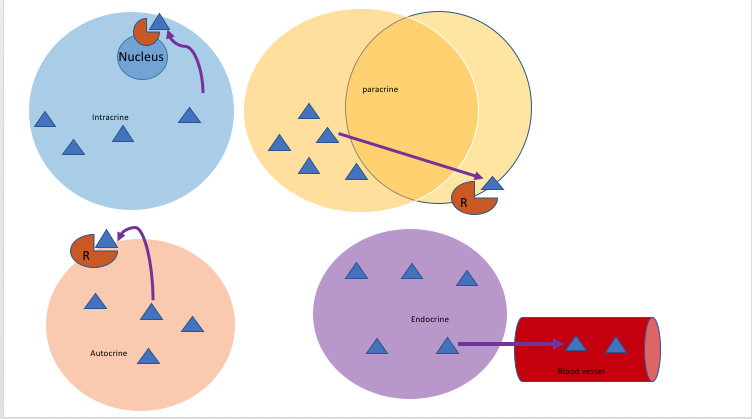
オートクリンとイントラクリンの相違。(左下)オートクリン伝達ではシグナル分子が細胞表面の受容体に結合するが、(左上)イントラクリンでは細胞内部の受容体に結合する。

イントラクリンシグナル伝達では、細胞内で産生されたシグナル伝達物質が細胞外に分泌されることなく細胞質または核内の受容体に結合する。イントラクリンシグナル伝達が細胞外に分泌されない点が、オートクリンシグナル伝達などの他の細胞シグナル伝達機構と区別するものである。オートクリンシグナル伝達とイントラクリンシグナル伝達のどちらにおいても、シグナルはそれを産生した細胞に影響を及ぼす。

#### ジャクスタクリン
ジャクスタクリンシグナルは、多細胞生物において密接な関係にある細胞－細胞間の、または細胞－細胞外マトリックス間でのシグナル伝達の様式である。次の3種類がある。
1. 隣接する2つの細胞で、膜リガンド（タンパク質、オリゴ糖、脂質）と膜タンパク質が相互作用する。
2. 隣接する2つの細胞の細胞内区画が細胞結合部でつながり、比較的小さな分子の移動を可能にする。
3. 細胞外マトリックスの糖タンパク質と膜タンパク質が相互作用する。

加えて、細菌などの単細胞生物の場合、ジャクスタクリンシグナル伝達は膜接触による相互作用を意味する。ジャクスタクリンシグナル伝達は、いくつかの成長因子、サイトカイン、ケモカインなどの細胞シグナルに観察されており、免疫応答における重要な役割を果たしている。また、直接的な膜接触を介したジャクスタクリンシグナル伝達は、神経細胞体とミクログリアの運動過程との間で、発達期および成人の脳の両方で存在している。

#### パラクリン
パラクリンシグナル伝達では、ある細胞が細胞シグナルを生成して近隣の細胞に変化を誘発し、それらの細胞の挙動を変化させる。パラクリン因子と呼ばれるシグナル伝達分子は比較的、短距離で拡散する（局所作用）。これは、循環器系を通じてはるかに長距離を移動するエンドクリン因子による細胞シグナル伝達、ジャクスタクリン相互作用、あるいはオートクリンシグナルとは対照的である。パラクリン因子を産生した細胞はそれらを細胞外環境に直接分泌する。その後、因子は近隣の細胞へと移動し、受容された因子の濃度によって結果は決まる。ただし、パラクリン因子が移動する正確な距離は不明である。
レチノイン酸などのパラクリンシグナルは、放出細胞の周辺にある細胞のみを標的とする。神経伝達物質もパラクリンシグナルの一例である。
シグナル分子の中には、ホルモンと神経伝達物質の両方の働きを持つものがある。たとえば、エピネフリンやノルエピネフリンは副腎から放出され、血流によって心臓に運ばれるとホルモンとして作用する。ノルエピネフリンはまた、ニューロンによって産生され、脳内で神経伝達物質として作用する。エストロゲンは卵巣から放出され、ホルモンとして機能したり、パラクリンまたはオートクリンシグナル伝達によって局所的にも作用する。
パラクリンシグナルは誘導された細胞に多様な反応を引き起こすが、ほとんどのパラクリン因子は比較的合理化された受容体と伝達経路の集まりを利用する。実際、体内の異なる器官、さらには異なる種間においても、発達の違いに応じて同様のパラクリン因子セットを利用することが知られている。高度に保存された受容体と経路は、類似した構造に基づいて、4つの主要なファミリーに分類することができる。それらは線維芽細胞増殖因子（FGF）ファミリー、ヘッジホッグファミリー、Wntファミリー、そしてTGF-βスーパーファミリーである。パラクリン因子が対応する受容体に結合するとシグナル伝達カスケードが開始され、さまざまな反応が引き起こされる。

#### エンドクリン
エンドクリンシグナルはホルモンと呼ばれる。ホルモンは内分泌細胞によって産生され、血液によって全身に到達する。特定のホルモンに反応する細胞を限定することでシグナル伝達の特異性を制御することができる。エンドクリンシグナル伝達は、生物の内分泌腺から循環系にホルモンが直接放出され、遠隔にある標的器官を調節する。脊椎動物では、視床下部がすべての内分泌系の神経制御中枢である。ヒトの場合、主な内分泌腺は甲状腺と副腎である。内分泌系とその疾患の研究は内分泌学と呼ばれている。

## 受容体

膜貫通型受容体の作動原理

細胞は、受容体というある種のタンパク質を介して、近隣の細胞から情報を受け取る。受容体は分子（リガンド）と結合したり、光、力、温度、圧力などの物理的因子と相互作用したりする。シグナルの受容は、シグナル分子（通常は水溶性の小分子）が標的細胞（シグナル分子に特異的な受容体タンパク質を持つ細胞）の細胞表面受容体に結合してシグナルを検出したときに起こる。あるいは、細胞内に侵入したシグナル分子が細胞内受容体やその他の要素に結合したり、イントラクリンシグナル伝達のように酵素活性（気体など）を刺激することで起こる。
シグナル分子は、細胞表面受容体に対するリガンドとして標的細胞と相互作用するか、細胞膜を通過あるいはエンドサイトーシスによって細胞内に侵入してイントラクリンシグナル伝達を行う。これは通常、セカンドメッセンジャーの活性化を引き起こし、さまざまな生理学的効果をもたらす。多くの哺乳類では初期胚細胞が子宮細胞とシグナルを交換する。ヒトの消化管では、細菌が別の細菌あるいはヒトの上皮細胞や免疫系細胞とシグナルを交換する。酵母 Saccharomyces cerevisiae では、接合時に一部の細胞がペプチドシグナル（接合因子フェロモン）を環境中に放出する。この接合因子は別の酵母細胞の細胞表面受容体に結合し、接合の準備を促す可能性がある。

### 細胞表面受容体
細胞表面受容体は、単細胞生物および多細胞生物の生物学的システムにおいて重要な役割を果たしており、これらのタンパク質の機能不全や損傷は、がん、心臓病、喘息と関連している。これらの膜貫通型受容体は、特定のリガンドが結合すると立体構造が変化するため、細胞外から細胞内へ情報を伝達することができる。主な種類は3つあり、イオンチャネル結合型受容体、Gタンパク質共役型受容体、酵素結合型受容体である。

#### イオンチャネル結合型受容体

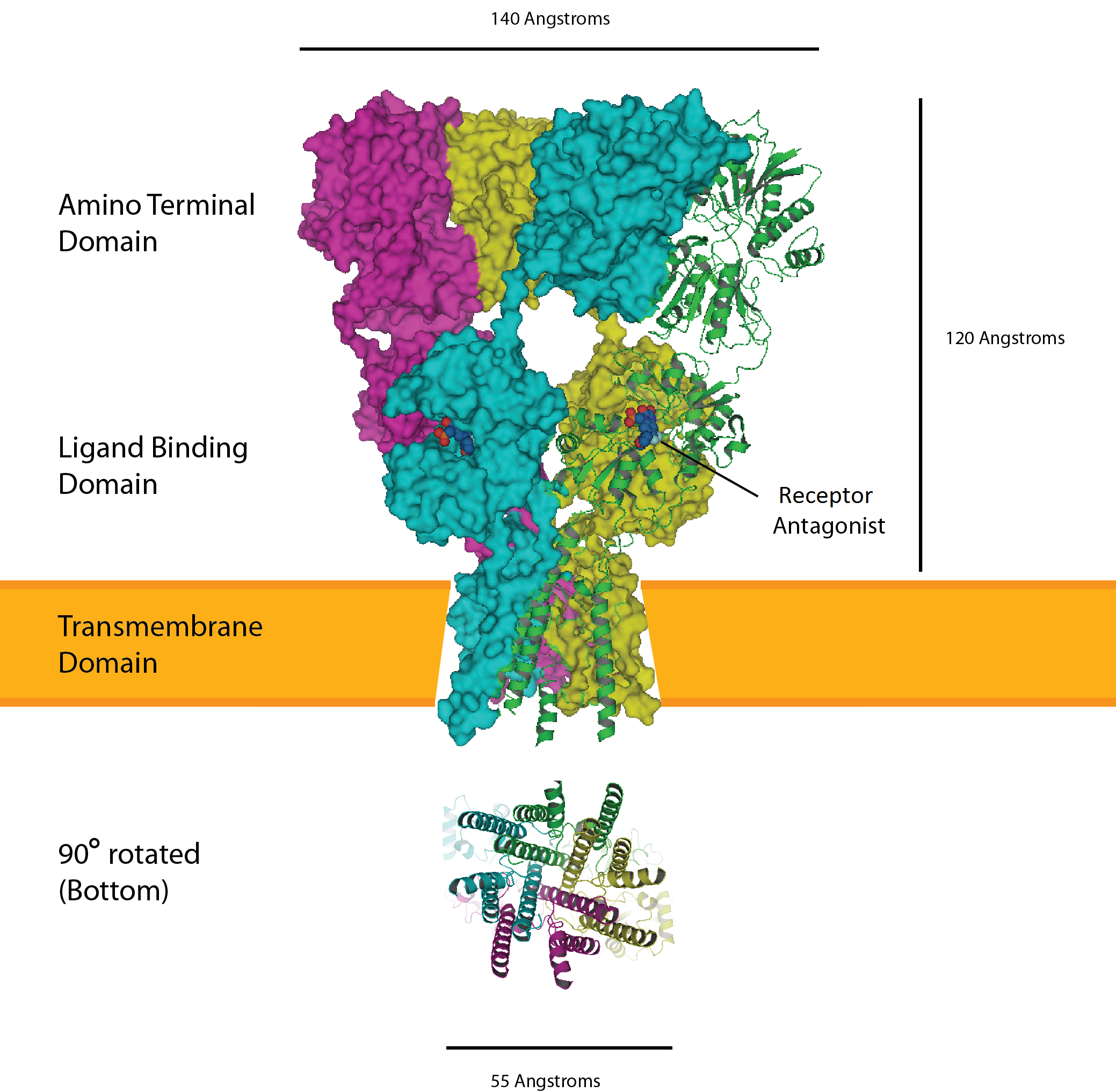
アミノ末端、リガンド結合部位、膜貫通ドメインを有する、グルタミン酸拮抗薬と結合したAMPA受容体。PDB

イオンチャネル結合型受容体は、膜貫通型イオンチャネルのタンパク質群であり、神経伝達物質などの化学伝達物質（すなわちリガンド）の結合に応じて開口し、Na+、K+、Ca2+、および（または）Cl− などのイオンが膜を通過できるようにする。
シナプス前ニューロンが興奮すると、小胞からシナプス間隙へ神経伝達物質が放出される。その後、シナプス後ニューロンにある受容体に神経伝達物質が結合する。この受容体がリガンド依存性イオンチャネル（LIC）である場合、立体構造が変化してイオンチャネルが開口し、イオンが細胞膜を横切って通過する。これにより、興奮性の受容体反応では脱分極が、抑制性の受容体反応では過分極が起こる。
これらの受容体タンパク質は通常、少なくとも2つの異なるドメインから構成されている。すなわち、イオン孔を含む膜貫通ドメインと、リガンド結合部位（アロステリック結合部位）を含む細胞外ドメインである。タンパク質の構造解析における分割統治法はこのモジュール性に基づいている（各ドメインを個別に結晶化させる）。シナプス上に配置されたこれらの受容体の役割は、シナプス前部から放出された神経伝達物質の化学信号を、シナプス後部の電気シグナルへ直接かつ非常に早く変換することである。多くのLICはさらに、アロステリックリガンド、チャネル遮断薬、イオン、あるいは膜電位により調節される。LICは、進化的関連性のない3つのスーパーファミリーに分類される。すなわち、Cysループ型受容体、イオンチャネル型グルタミン酸受容体、ATP依存性チャネルである。

#### Gタンパク質共役型受容体

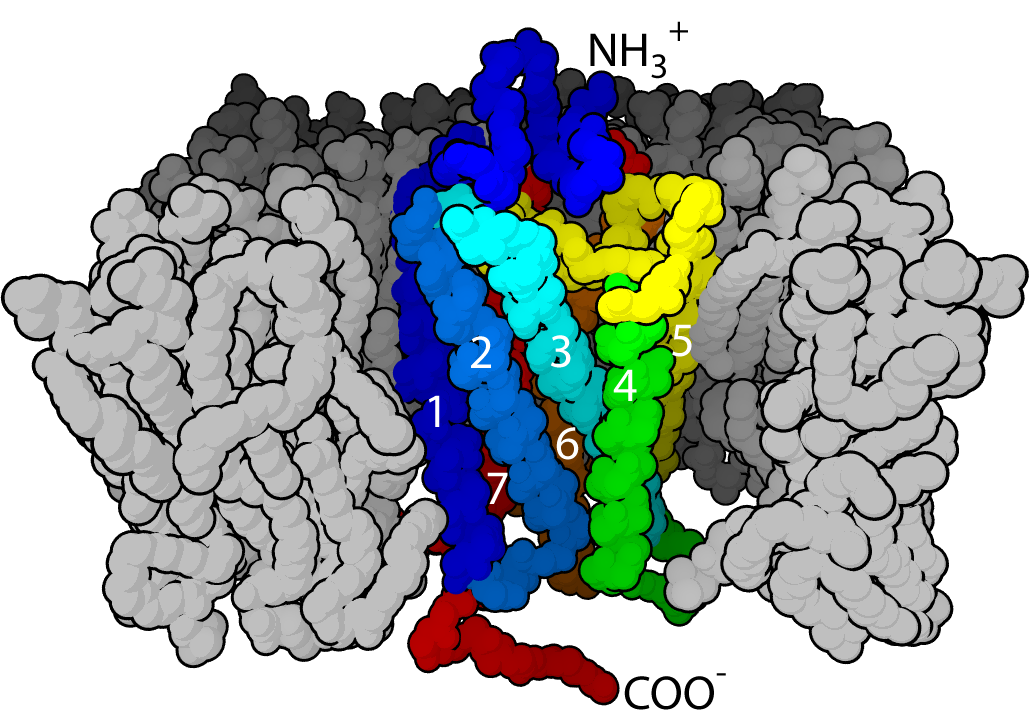
細胞膜を貫通するGタンパク質共役型受容体。その周囲は膜を構成する脂質二重層。

Gタンパク質共役型受容体（GPCR）は、進化的に関連したタンパク質の大きな一群であり、細胞表面受容体として細胞外の分子を検知して細胞応答を活性化する。これはGタンパク質と結合し、細胞膜を7回通過することから7回膜貫通型受容体と呼ばれる。Gタンパク質は、活性化された受容体から標的へシグナルを伝達する「仲介役」として機能し、間接的に標的タンパク質を調節する。リガンドが結合する部位は、細胞外のN末端およびループ（例：グルタミン酸受容体）、または膜貫通ヘリックス内の結合部位（ロドプシン様ファミリー）である。これらはすべてアゴニストによって活性化されるが、空になった受容体が自発的に自己活性化することも観察される。
Gタンパク質共役型受容体は、酵母、襟鞭毛虫類、動物などの真核生物にのみ存在する。これらの受容体に結合して活性化するリガンドには、光感受性化合物、匂い、フェロモン、ホルモン、神経伝達物質などがあり、その大きさは小分子からペプチドや大型タンパク質まで多岐にわたる。Gタンパク質共役型受容体は、多くの疾患に関与している。
Gタンパク質共役型受容体に関わる主要なシグナル伝達経路は、cAMPシグナル経路とホスファチジルイノシトールシグナル経路の2つである。リガンドがGPCRに結合すると、GPCRの立体構造変化が引き起こされ、グアニンヌクレオチド交換因子（GEF）として機能するようになる。その後GPCRはGタンパク質に結合したグアノシン二リン酸（GDP）をグアノシン三リン酸（GTP）と交換することで、関連するGタンパク質を活性化することができる。Gタンパク質のαサブユニットは、結合したGTPとともにβおよびγサブユニットから解離し、αサブユニットの種類（Gαs、Gαi/o、Gαq/11、Gα12/13）に応じて細胞内シグナル伝達タンパク質にさらなる影響を及ぼしたり、標的機能タンパク質に直接作用することができる:1160。
Gタンパク質共役型受容体は重要な創薬標的であり、米国食品医薬品局（FDA）の承認薬の約34%がこのファミリーに属する108種類の受容体を標的としている。これらの医薬品の全世界での売上高は、2018年時点で1,800億米ドルと推定されている。GPCRは、精神疾患、代謝疾患（内分泌疾患を含む）、免疫疾患（ウイルス感染症を含む）、循環器疾患、炎症性疾患、感覚障害、がんなど、多くの疾患に関連するシグナル伝達経路に関与していることから、現在市場に出回っている医薬品の約50%がGPCRを標的としていると推定されている。GPCRと多くの内因性および外因性物質との関連性はずっと以前から発見されており、その結果、鎮痛作用などがもたらされ、積極的な医薬品研究が発展しているもう1つの分野である。

#### 酵素結合型受容体
酵素結合型受容体（または触媒受容体）は、細胞外のリガンドによって活性化されると、細胞内側で酵素反応を引き起こす膜貫通型受容体である。ゆえに触媒受容体は、酵素反応、触媒反応、そして受容体反応の機能を持つ内在性膜タンパク質ということになる。

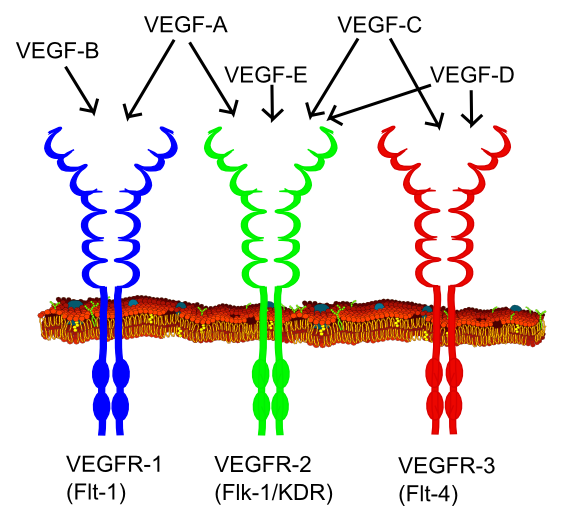
受容体型チロシンキナーゼの一種、VEGF受容体は酵素結合型受容体である

これらは、細胞外のリガンド結合ドメインと、触媒機能を持つ細胞内ドメインという2つの重要なドメイン、それに1つの膜貫通ヘリックスから構成される。シグナル分子は細胞外の受容体に結合し、細胞内の受容体にある触媒機能の立体構造変化を引き起こす。酵素活性の例を次に挙げる。
- 受容体型チロシンキナーゼ（線維芽細胞増殖因子受容体など）。ほとんどの酵素結合型受容体はこの種類である[35]。
- 受容体タンパク質セリン/スレオニンキナーゼ（英語版）（骨形成タンパク質など）
- グアニル酸シクラーゼ（心房性ナトリウム利尿ペプチド受容体（英語版）など）

### 細胞内受容体
細胞内受容体は、細胞質や核内に自由に存在したり、細胞小器官や生体膜で区画された細胞内に結合している場合もある。たとえば、核内受容体やミトコンドリア受容体の存在はよく知られている。通常、リガンドが細胞内受容体に結合すると細胞内で応答が誘発される。細胞内受容体は多くの場合、特異性を持っており、対応するリガンドが結合すると特定の反応を開始する。細胞内受容体は通常、脂溶性分子に作用する。その受容体はDNA結合タンパク質に結合する。結合すると、受容体-リガンド複合体は核に移行し、遺伝子発現のパターンを変化させる。
ステロイドホルモン受容体は、標的細胞の核内、細胞質、細胞膜にも存在する。それらは一般に細胞内受容体（細胞質内や核内が典型的）であり、ステロイドホルモンのシグナル伝達を開始させて、数時間から数日の期間にわたって遺伝子発現の変化を引き起こす。最も研究されているステロイドホルモン受容体は核内受容体サブファミリー3（NR3）に属し、エストロゲン受容体（NR3A群）や、3-ケトステロイド受容体（NR3C群）がある。核内受容体に加えて、いくつかのGタンパク質共役型受容体とイオンチャネルが、特定のステロイドホルモンの細胞表面受容体として機能を果たす。

## 受容体ダウンレギュレーションの機構
受容体介在性エンドサイトーシスは、受容体を「無効」にする一般的な方法である。エンドサイトーシスによるダウンレギュレーションは、受容体シグナル伝達を抑制する手段と考えられている。このプロセスはリガンドが受容体に結合することで始まり、細胞膜表面に被覆ピットの形成を誘発、さらに被覆小胞へと変化し、エンドソームへと輸送される。
受容体のリン酸化は、受容体ダウンレギュレーションのもう一つの形式である。生化学的な変化を受け、リガンドとの受容体親和性が低下することがある。
受容体の感度の低下は受容体が長時間占有されることで起こる。その結果、受容体がシグナル分子に反応しなくなる適応が起こる。多くの受容体はリガンド濃度に応じて変化する能力を有している。

## シグナル伝達経路
受容体タンパク質は、シグナル分子と結合したときに何らかの形で変化し、伝達プロセスを開始する。この過程はシグナル伝達経路と呼ばれ、単一の段階で起こる場合もあれば、異なる分子が関与する一連の変化として起こる場合もある。この経路を構成する分子はリレー分子と呼ばれる。多段階の伝達プロセスは多くの場合、リン酸基の付加または除去によるタンパク質の活性化、あるいはメッセンジャーとして機能する他の小分子やイオンの放出で構成される。この多段階シーケンスによる利点のひとつにシグナルの増幅が挙げられる。その他の利点としては、より単純なシステムよりも調整の機会が多く、単細胞生物と多細胞生物の区別なく応答を微調整できることが挙げられる。

場合によっては、リガンドが受容体に結合することで引き起こされる受容体の活性化が、リガンドに対する細胞の反応と直接結びつくこともある。たとえば、神経伝達物質のγ-アミノ酪酸（GABA）は、イオンチャネルの一部である細胞表面受容体を活性化することができる。GABAが神経細胞上のGABAA受容体に結合すると、受容体の一部であるクロライドチャネルが開く。GABAA受容体の活性化によって、負に帯電した塩化物イオンが神経細胞内へ移動することを可能にし、神経細胞の活動電位発生能力を抑制する。しかし、多くの細胞表面受容体で、リガンド-受容体相互作用が細胞の反応に直接結びつくわけではない。活性化された受容体は、リガンドが細胞の挙動に最終的な生理学的効果を発揮する前に、まず細胞内の他のタンパク質と相互作用しなければならない。多くの場合、受容体の活性化に続いて、複数の細胞タンパク質が相互作用する連鎖の挙動が変化する。受容体の活性化によって引き起こされる一連の細胞の変化はシグナル伝達経路またはシグナル伝達機構と呼ばれる。

シグナル伝達経路の主要な構成要素（図はMAPK/ERK経路を示す）

より複雑なシグナル伝達経路の例として、MAPK/ERK経路が挙げられる。これは外部からのシグナルによって細胞内のタンパク質間相互作用に変化が起こるものである。多くの成長因子が細胞表面の受容体に結合し、細胞に細胞周期を進め、細胞分裂を促す。これらの受容体のいくつかはキナーゼで、リガンドが結合すると自身や他のタンパク質のリン酸化を始める。このリン酸化により、異なるタンパク質との結合部位が生成し、タンパク質間相互作用が誘発される。この例の場合、リガンド（上皮成長因子、EGF）が受容体（EGFR）に結合する。これにより受容体が活性化され、それ自体がリン酸化される。リン酸化された受容体はアダプタータンパク質（GRB2）に結合し、そのシグナルをさらに下流のシグナル伝達プロセスに伝達する。活性化されるシグナル伝達経路の一つに、分裂促進因子活性化タンパク質キナーゼ（MAPK）経路がある。この経路の「MAPK」と表記されたシグナル伝達成分は、元々は「ERK」と呼ばれていたことから、この経路は「MAPK/ERK経路」と呼ばれる。MAPKタンパク質であるプロテインキナーゼ酵素は、転写因子MYCなどの標的タンパク質にリン酸基を付加して遺伝子転写を変化させ、そして最終的には細胞周期の進行を変化させる。このシグナル伝達経路を開始する成長因子受容体（EGFRなど）の下流で、多くの細胞タンパク質が活性化される。
シグナル伝達経路の中には、細胞が受け取るシグナルの量に応じて、異なる反応を示すものがある。たとえば、ヘッジホッグタンパク質は、その存在量に応じて異なる遺伝子を活性化する。
複雑な多成分シグナル伝達経路は、フィードバック、シグナル増幅、そして1つの細胞内で複数のシグナルとシグナル伝達経路間が相互作用する機会を与える。
特定の細胞応答は、細胞シグナル伝達の最終段階で伝達されたシグナルの結果である。この応答は、基本的に体内に存在するあらゆる細胞活動に当てはまる可能性がある。細胞骨格の再編成を促進したり、酵素による触媒作用として機能することさえある。細胞シグナル伝達のこれらの3つのステップはすべて、適切な細胞が適切なタイミングで、生体内の他の細胞や自身の機能と同期して指示通りに機能することを保証する。最終的にシグナル伝達経路の終端は、細胞活動の調節へとつながる。この反応は細胞の核内または細胞質内で起こる。シグナル伝達経路の大部分は、核内で特定の遺伝子をオンまたはオフに切り替えることでタンパク質合成を制御する。
細菌のような単細胞生物では、シグナル伝達は休眠状態にある仲間を活性化したり、病原性を高めたり、バクテリオファージから身を守るために利用される。また、社会性昆虫にも見られるクオラムセンシングにおいては、個々のシグナルの多様性が正のフィードバックループを形成し、協調的な反応を生み出す可能性がある。この文脈でのシグナル分子はオートインデューサー (en:英語版) と呼ばれる。このシグナル伝達機構は、単細胞生物から多細胞生物への進化の過程に関与していた可能性がある。また細菌はジャクスタクリンシグナル伝達（接触依存性シグナル伝達）を使用して、特にその増殖の抑制に役立てている。
多細胞生物が用いるシグナル分子は、しばしばフェロモンと呼ばれる。フェロモンには危険を警告したり、餌の存在を示したり、繁殖を助けるなどの目的がある。

### 短期的な細胞応答
| 受容体ファミリー             | リガンド/活性化因子の例 (カッコ内はその受容体)                                                                     | エフェクターの例           | 下流への作用)                                                                       |
| ---------------------------- | --- | -------------------------- | ----------------------------------------------------------------------------------- |
| リガンド依存性イオンチャネル | アセチルコリン (ニコチン性アセチルコリン受容体など)                                                                | 膜透過性の変化             | 膜電位の変化                                                                        |
| 7ヘリックス受容体            | 光(ロドプシン)、ドーパミン(ドーパミン受容体)、GABA (GABA受容体)、プロスタグランジン (プロスタグランジン受容体)など | 三量体Gタンパク質          | アデニル酸シクラーゼ, cGMPホスホジエステラーゼ, Gタンパク質共役型イオンチャネルなど |
| 二成分制御系                 | 多様な活性化因子                                                                                                   | ヒスチジンキナーゼ         | 応答調節因子 - 鞭毛運動、遺伝子発現                                                 |
| 膜グアニル酸シクラーゼ       | 心房性ナトリウム利尿ペプチド, ウニの卵ペプチドなど                                                                 | cGMP                       | キナーゼおよびチャネルの調節 - 多様な作用                                           |
| 細胞質グアニル酸シクラーゼ   | 一酸化窒素 (一酸化窒素受容体)                                                                                      | cGMP                       | GMP依存性チャネル, キナーゼの調節                                                   |
| インテグリン                 | フィブロネクチン、その他の細胞外マトリックスタンパク質                                                             | 非受容体型チロシンキナーゼ | {{                                                                                  |

### 遺伝子活性の調節

細胞反応につながるシグナル伝達経路

| Frizzled (特殊な種類の7ヘリックス受容体) | Wnt                                                                                      | Dishevelled, アクシン - APC, GSK3-ベータ - ベータカテニン | 遺伝子発現                          |
| 二成分制御系                             | 多様な活性化因子                                                                         | ヒスチジンキナーゼ                                        | 応答調節因子 - 鞭毛運動, 遺伝子発現 |
| 受容体型チロシンキナーゼ                 | インスリン (インスリン受容体), EGF (EGF受容体), FGF-アルファ, FGF-ベータなど (FGF受容体) | Ras, MAP-キナーゼ, PLC, PI3キナーゼ                       | 遺伝子発現の変化                    |
| サイトカイン受容体                       | エリスロポエチン, 成長ホルモン (成長ホルモン受容体), IFN-γ (IFN-γ受容体)など             | JAKキナーゼ                                               | STAT転写因子 - 遺伝子発現           |
| チロシンキナーゼ結合型受容体             | MHC-ペプチド複合体 - TCR, 抗原 - BCR                                                     | 細胞質チロシンキナーゼ                                    | 遺伝子発現                          |
| 受容体セリン/スレオニンキナーゼ          | アクチビン (アクチビン受容体), インヒビン, 骨形成タンパク質 (BMP受容体), TGF-β           | Smad転写因子                                              | 遺伝子発現の制御                    |
| スフィンゴミエリナーゼ結合型受容体       | IL-1 (IL-1受容体), TNF (TNF受容体)                                                       | セラミド活性化キナーゼ                                    | 遺伝子発現                          |
| 細胞質ステロイド受容体                   | ステロイドホルモン, 甲状腺ホルモン, レチノイン酸など                                     | 転写因子として作用/転写因子と相互作用                     | 遺伝子発現                          |

#### Notchシグナル経路

隣接細胞間でのNotch介在型ジャクスタクリンシグナル

Notch（ノッチ）は、受容体として働く細胞表面タンパク質である。動物は、Notch受容体と特異的に相互作用し、その表面にNotchを発現する細胞を刺激するシグナル伝達タンパク質をコードする少数の遺伝子がある。受容体を活性化（または阻害）する分子は、ホルモン、神経伝達物質、サイトカイン、成長因子に分類され、一般的に受容体リガンドと呼ばれる。Notch受容体相互作用などのリガンド－受容体相互作用は、細胞シグナル伝達機構やコミュニケーションを担う主な相互作用として知られている。Notchは、隣接する細胞に発現するリガンドの受容体として機能する。受容体には、細胞表面に存在するものもあれば、細胞内に存在するものもある。たとえば、エストロゲンは、生体膜の脂質二重層を通過できる疎水性分子である。エンドクリン系の一部として、さまざまな細胞型において細胞内エストロゲン受容体は、卵巣で産生されるエストロゲンによって活性化される。
Notch介在性シグナル伝達の場合、シグナル伝達機構は比較的単純である。図に示すように、Notchが活性化すると、プロテアーゼによってNotchタンパク質が分解、切断される。Notchタンパク質の一部は細胞表面膜から遊離し、細胞核内に侵入して遺伝子調節に関与する。細胞シグナル伝達の研究では、さまざまな細胞型において受容体と、受容体によって活性化されるシグナル伝達経路の構成要素の空間的・時間的なダイナミクスを研究している。単一細胞質量分析法の新たな解析手法により、単一細胞の分解能でシグナル伝達の研究を可能にすると期待されている。
Notchシグナル伝達では、細胞間の直接接触によって、胚発生中の細胞分化を正確に制御することができる。線虫 Caenorhabditis elegans では、発生中の生殖腺の2つの細胞は、それぞれ最終分化するか、分裂を続ける子宮前駆細胞になるかの確率を等しく与えられる。どちらの細胞が分裂を続けるかは細胞表面シグナルの競合によって制御される。ある細胞が、隣接する細胞のNotch受容体を活性化する細胞表面タンパク質をより多く産生することがある。これにより、分化細胞でNotch発現を減少させ、幹細胞として存続する細胞表面のNotchを増加させるフィードバックループ、あるいはシステムが活性化される。

## 参照項目
- 足場タンパク質 - シグナル伝達経路の重要な調節因子
- 生命記号論 - 生物学を記号体系として解釈する学問分野
- 分子細胞認知（英語版） - 認知プロセスを研究する神経科学の分野
- クロストーク (生物学)（英語版） - シグナル伝達経路の1つ以上の成分が、別の経路に影響を与える現象
- 細菌の外膜小胞（英語版） - グラム陰性菌の外膜から放出される小胞
- 膜小胞の輸送（英語版） - ゴルジ装置内の合成・パッケージング部位から分泌細胞の細胞膜内の特定の放出場所へ生化学的シグナル分子を輸送する過程
- 宿主病原体相互作用（英語版） - 微生物やウイルスが、分子、細胞、生物、個体群のレベルで宿主生物の体内で生存する様式
- レチノイン酸 - 生物の成長や発達に必要なシグナル分子
- JAK-STATシグナル伝達経路 - 免疫、細胞分裂、細胞死、腫瘍形成などに関与するシグナル伝達経路
- Imdシグナル伝達経路（英語版） - 昆虫の免疫シグナル伝達経路
- シグナルペプチド - 合成されたタンパク質のN末端にある短いペプチド
- 振動 (細胞シグナル)（英語版） - 時間の経過とともに周期的に変化する生物学的システムの特徴
- タンパク質の動力学（英語版） - タンパク質の移動や形状の変化を研究する分野
- システム生物学 (en:Systems biology) - 複雑な生物システムの計算機的および数学的モデル化
- 脂質シグナル伝達（英語版） - 脂質分子を用いた生物学的シグナル伝達
- 生化学的カスケード（英語版） - 刺激によって引き起こされる細胞内での一連の化学反応

## 推薦文献
- 内山安男 監訳 訳『組織細胞生物学 原書第5版』南江堂、2022年12月。ISBN 978-4-524-23014-3。
- Bruce, Alexander 著、中村桂子, 松原謙一, 榊佳之, 水島昇 訳『Essential細胞生物学 原書第5版』南江堂、2021年7月。ISBN 9784524226825。
- Alberts, Johnson, Lewis, Raff, Roberts, Walter 著、中村桂子, 松原謙一 監訳 訳『細胞の分子生物学 第6版』ニュートンプレス、2017年。ISBN 978-4315520620。